# Tlenek manganu(II)
Tlenek manganu(II), MnO – nieorganiczny związek chemiczny z grupy tlenków zasadowych, w którym mangan występuje na II stopniu utlenienia. Występuje w przyrodzie jako bardzo rzadki minerał manganozyt.

## Właściwości
Tlenek manganu(II) jest ciałem stałym barwy żółtozielonej lub szarozielonej. Krystalizuje w układzie regularnym i tworzy sieć przestrzenną typu NaCl. Nie rozpuszcza się w wodzie. Jest tlenkiem zasadowym. Ulega działaniu kwasów, dając sole manganu(II) o bladoróżowym zabarwieniu:
MnO + H
2SO
4 → MnSO
4 + H
2O
MnO + 2HCl → MnCl
2 + H
2O
W kontakcie z powietrzem lub tlenem, tlenek manganu(II) utlenia się do wyższych tlenków manganu.
- twardość w skali Mohsa: 5,5[3]
- współczynnik załamania: 2,16[3]

Tlenek manganu(II) jest związkiem niestechiometrycznym. Jego skład może wynosić pomiędzy MnO a Mn
0,957O, zachowując jednocześnie tę samą strukturę przestrzenną.

## Otrzymywanie
Tlenek manganu(II) otrzymuje się przemysłowo z tlenku manganu(IV) poprzez redukcję wodorem, tlenkiem węgla lub metanem w wysokich temperaturach (powyżej 800 °C):
MnO
2 + H
2 → MnO + H
2O
MnO
2 + CO → MnO + CO
2
Związek ten można także otrzymać w wyniku termicznego rozkładu węglanu lub szczawianu manganu(II) w atmosferze beztlenowej:
MnCO
3 → MnO + CO
2
Ostrożna dehydratacja wodorotlenku manganu(II) w kontrolowanych warunkach i w atmosferze beztlenowej także daje tlenek manganu(II).

## Zastosowanie
Tlenek manganu(II) stosowany jest w przemyśle nawozowym, gdzie jest źródłem manganu w nawozach, oraz paszowym. Wykorzystywany jest także do otrzymywania szeregu innych związków manganu.